# Lindsay (Nebraska)
Lindsay és una població dels Estats Units a l'estat de Nebraska. Segons el cens del 2000 tenia 276 habitants.

## Demografia
Segons el cens del 2000, Lindsay tenia 276 habitants, 124 habitatges, i 73 famílies. La densitat de població era de 313,4 habitants per km².
Dels 124 habitatges en un 25% hi vivien nens de menys de 18 anys, en un 54,8% hi vivien parelles casades, en un 3,2% dones solteres, i en un 41,1% no eren unitats familiars. En el 40,3% dels habitatges hi vivien persones soles el 19,4% de les quals corresponia a persones de 65 anys o més que vivien soles. El nombre mitjà de persones vivint en cada habitatge era de 2,23 i el nombre mitjà de persones que vivien en cada família era de 3,07.
Per edats la població es repartia de la següent manera: un 24,6% tenia menys de 18 anys, un 6,9% entre 18 i 24, un 21,4% entre 25 i 44, un 23,2% de 45 a 60 i un 23,9% 65 anys o més.
L'edat mediana era de 43 anys. Per cada 100 dones de 18 o més anys hi havia 110,1 homes.
La renda mediana per habitatge era de 32.232 $ i la renda mediana per família de 45.313 $. Els homes tenien una renda mediana de 28.750 $ mentre que les dones 17.500 $. La renda per capita de la població era de 17.103 $. Aproximadament el 3,7% de les famílies i el 10,6% de la població estaven per davall del llindar de pobresa.

## Poblacions més properes
El següent diagrama mostra les poblacions més properes.